# Centre d'Arts Escèniques de Terrassa
El Centre d'Arts Escèniques de Terrassa (CAET), també anomenat Centre de creació - Terrassa Arts Escèniques, és un centre públic dedicat a la producció i la programació d’activitats relacionades amb les arts escèniques, creat el 2006 per la Generalitat de Catalunya i l'ajuntament de Terrassa, situat a Terrassa, que forma part de l'equipament de la xarxa de centres públics de producció escènica de Catalunya.
El CAET ofereix una programació estable de teatre i gestiona dos equipaments escènics de Terrassa, el Teatre Principal i el Teatre Alegria. A més, organitza anualment el Festival TNT- Terrassa Noves Tendències, que compleix un altre dels principals objectius del centre, impulsar la creació contemporània i les noves tendències escèniques. L'equipament principal és el Teatre Alegria, inaugurat el 1991. El primer director artístic designat fou Oriol Broggi i Rull, que inaugurà l'activitat del CAET amb La mort d’Ivan Ilitx, de Lev Tolstoi. En acabar el 2006, Oriol Broggi dimití el càrrec i el substituí l'actor i director Pep Pla. La nova línia artística continuà les voluntats inicials del CAET, al mateix temps que potencià les arts del moviment, amb la creació del cicle “TNT Dansa, Terrassa en moviment”, dedicat a la dansa.
Entre les produccions del Centre d'Arts Escèniques de Terrassa es troben "Afterplay", "Elixir" i "Contra l'amor", l'any 2013; "Els veïns de dalt" de Cesc Gay, "Humor humà" amb Carme Pla o "Nidea" de Xavi Estrada, "73 raons per deixar-te" amb Mercè Martínez i Abel Folk, o la història "Un cel de plom" sobre la vida de la supervivent dels camps nazis Neus Català el 2015; "L'electe", "E.V.A", "El traspàs", "Medusa", obra adaptada de Ricardo Menéndez que fa un viatge a les barbàries del segle xx, "La visita de la vella dama", de Jordi Palet, "La meva mare i jo", interpretada per Rosa Vicente i Sonia Gómez, "Silence", que investiga la infància a través dels nens i la gent gran, i "Landscape/el idiota i lo sublime", d'Ernesto Collado, "Cyrano" amb versos i espases i coneguts actors com Lluís Homar, Sílvia Pérez Cruz o David Bufarull, i "La casa de la muntanya", un projecte escènic sobre la figura del poeta Eudald Puig, "Adossats", que mostra una trobada familiar còmica amb Ramon Madaula, Jordi Bosch i Carles Canut, sota la direcció de Jordi Casanovas; totes aquestes obres estrenades el 2018; la comèdia de Marta Buchaca, "Quant temps em queda", protagonitzada pel terrassenc Lluís Villanueva, o "Yerma", de Federico Garcia Lorca, segons l'adaptació del director del Teatre Lliure, Juan Carlos Martel, el 2023.